# Chiesa di San Giovanni Battista (Porto Viro)
La chiesa di San Giovanni Battista è la parrocchiale patronale di Cà Cappello, frazione del comune italiano di Porto Viro in provincia di Rovigo. Appartiene al vicariato di Loreo della diocesi di Chioggia e la sua storia inizia nel XVI secolo.

## Storia

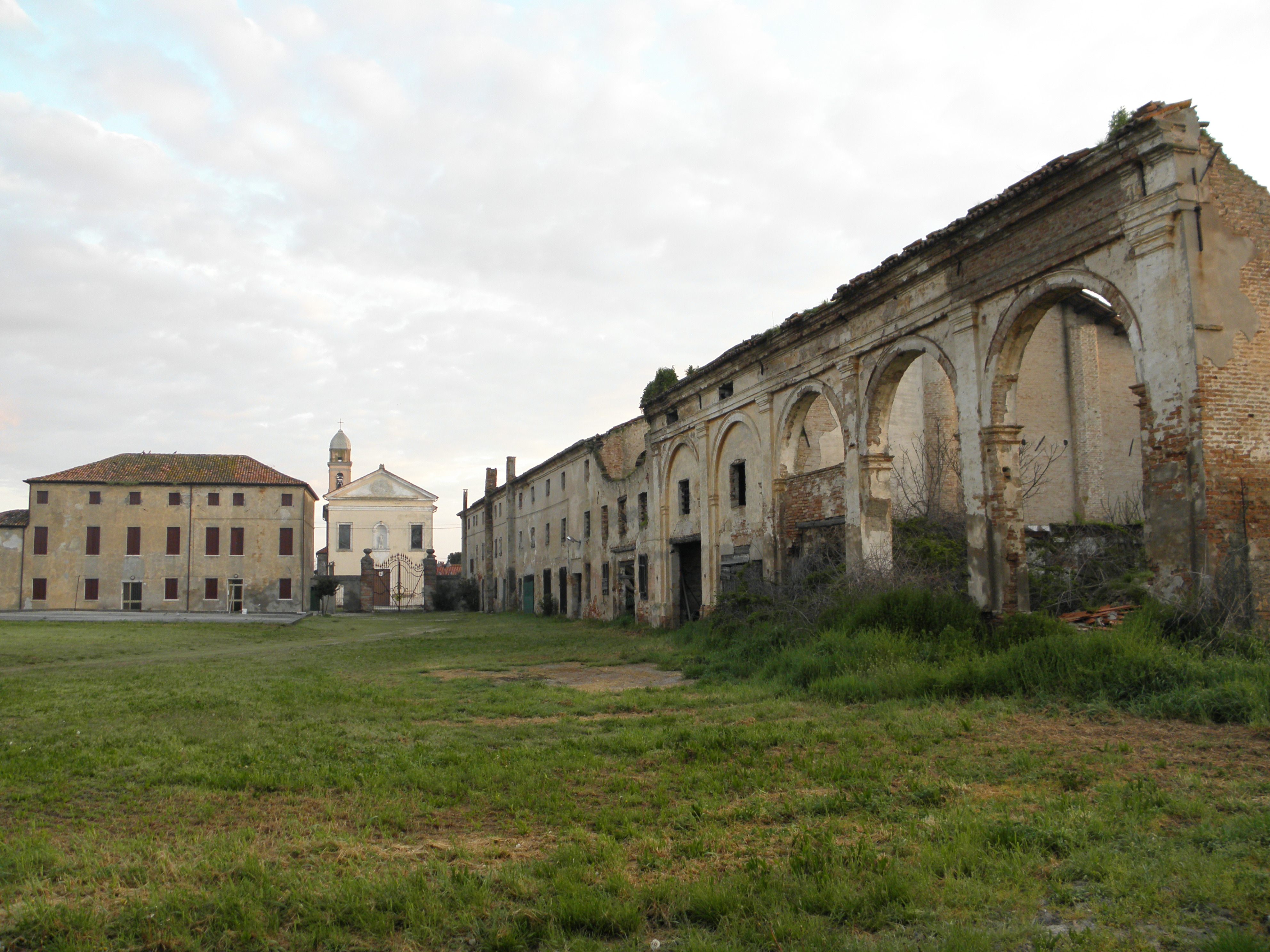
Corte dei Cappello, con edifici in parte diroccati e la chiesa di San Giovanni Battista

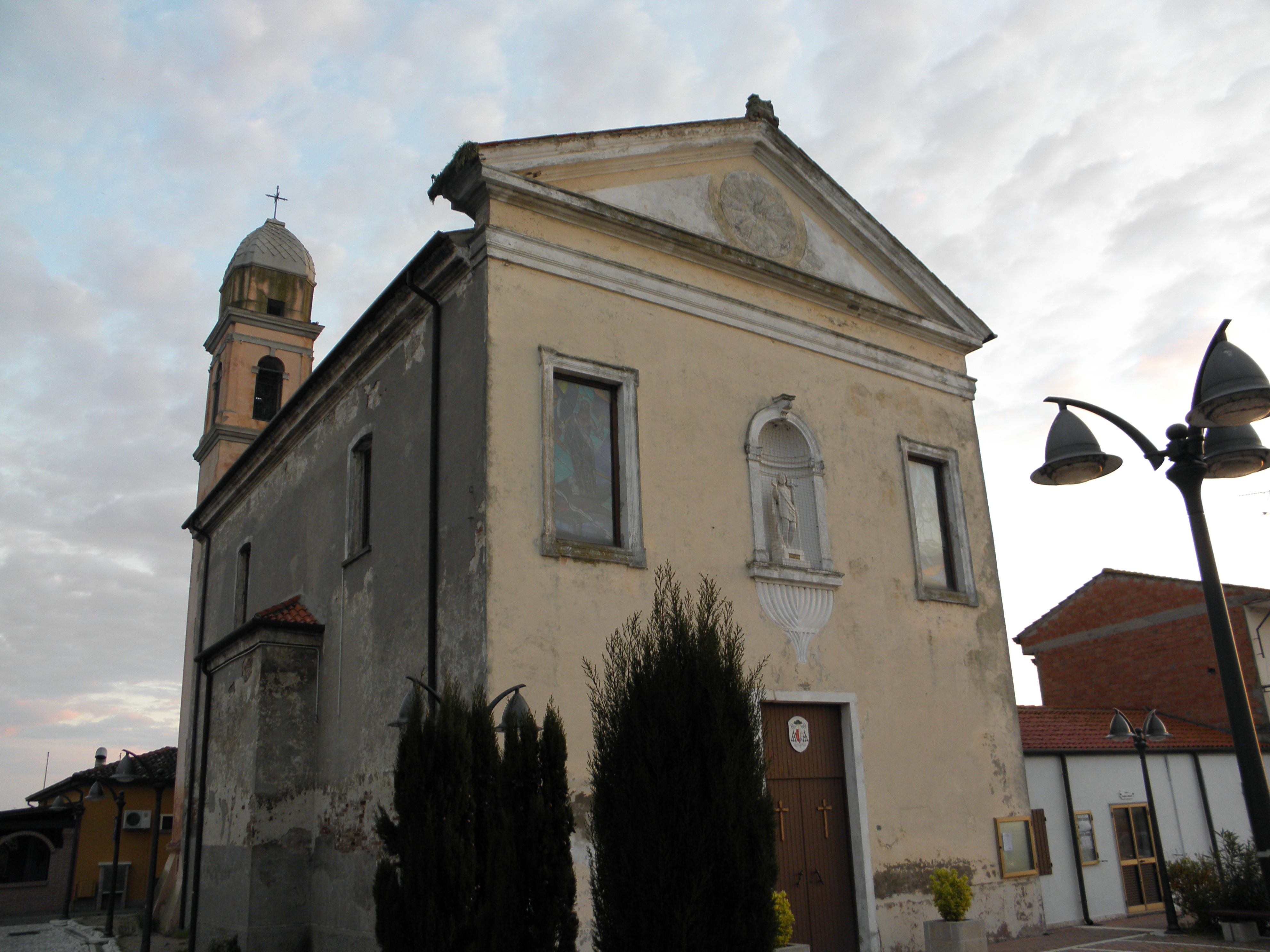
Chiesa di San Giovanni Battista, facciata e prospetto laterale sinistro con la torre campanaria

Gli insediamenti più antichi nel territorio risalgono all'epoca pre-romana. I primi cambiamenti legati all'attività umana arrivarono poi con Etruschi, Greci e Romani, ma fu sotto il controllo della Serenissima che vi iniziarono le enormi opere di bonifica e le terre liberate dalle acque furono vendute alle famiglie nobili veneziane. Il primo luogo di culto locale risale a questo periodo storico e venne fatto edificare dai nobili Cappello che diventarono i maggiori proprietari terrieri della zona e nel 1550 fecero costruire la grande tenuta di Ca'Cappello, organizzata attorno a una corte centrale parzialmente delimitata da un muro di cinta, vicino alla quale vollero la piccola chiesa. Il territorio poi frazione di Porto Viro prese il nome di Cà Cappello da questa famiglia che era ascritta al patriziato delle Case nuove di Venezia. I Cappello ebbero sin dall'inizio il giuspatronato sul piccolo luogo di culto, il più antico del territorio, e lo mantennero per quattro secoli. La chiesa venne elevata a dignità parrocchiale nel 1666 dal vescovo Francesco Grassi e fu oggetto di importanti restauri nel 1950. Dopo tali lavori venne solennemente consacrata alla presenza del vescovo di Chioggia Giacinto Giovanni Ambrosi. 
L'alluvione che colpì il Polesine solo un anno dopo rese necessari nuovi lavori per riparare i danni. In questo periodo tutte le parti basse della struttura, altari compresi, vennero rifatte o consolidate e a conclusione dei restauri fu celebrata una nuova consacrazione officiata dal vescovo Giovanni Battista Piasentini. Gli ultimi interventi di restauro conservativo che hanno riguardato esterni e interni si sono realizzati tra gli anni 2013 e 2014. La chiesa parrocchiale di Cà Cappello è stata inserita nell'elenco dei beni sottoposti a vincoli architettonici dalla Soprintendenza Archeologia, Belle Arti e Paesaggio per le province di Verona, Rovigo e Vicenza dal 31 ottobre 2011.

## Descrizione

### Esterni
La chiesa si trova a Cà Cappello, frazione di Porto Viro in provincia di Rovigo. Il luogo di culto si trova accanto alla tenuta di Ca'Cappello e mostra orientamento verso nord. 
La facciata a capanna in stile neoclassico è semplice con frontone timpanato triangolare con una piccola croce in metallo. Il portale di accesso è architravato ed è sormontato in asse dalla nicchia centrale con la statua raffigurante il titolare. Ai lati della nicchia due ampie finestre portano luce alla sala. La copertura del tetto a due falde è in coppi di laterizio. La torre campanaria si trova in posizione arretrata sulla sinistra. La cella campanaria si apre con quattro finestre a monofora ed è sormontata dalla cuspide. Vicini alla chiesa si trovano il museo della civiltà contadina e a circa un chilometro, lungo il Po di Levante, vi sono i resti dell'antico cimitero della comunità.

### Interni
La navata interna è unica. Oltre all'altare maggiore sono presenti due altari laterali in pietra. Attraverso l'arco santo si accede al presbiterio leggermente rialzato. L'abside ha pianta semicircolare. L'altare maggiore è in marmo e sopra vi si conserva il tabernacolo coperto da un baldacchino in legno dorato. L'adeguamento liturgico è stato realizzato tra il 1976 e il 1988.